# Équipe d'Australie féminine de squash
L'équipe d'Australie féminine de squash est la sélection des joueuses australiennes de squash participant aux Championnats du monde par équipes tous les 2 ans depuis 1979. Elle est placée sous l'égide de Squash Australia.
Sur les 20 participations aux championnats du monde, l'Australie a réussi à remporter 9 fois le titre et disputer 5 finales.

## Équipe actuelle
- Jessica Turnbull
- Alex Haydon
- Sarah Cardwell
- Madison Lyon

## Résultats
Championnats du monde par équipes
| Année                    | Résultat        | Position | G   | P  |
| ------------------------ | --------------- | -------- | --- | -- |
| 1979 Birmingham          | Finale          | 2e       | 3   | 1  |
| 1981 Toronto             | Vainqueur       | 1er      | 7   | 0  |
| 1983 Perth               | Vainqueur       | 1er      | 6   | 0  |
| 1985 Dublin              | Demi-finale     | 3e       | 5   | 2  |
| 1987 Auckland            | Finale          | 2e       | 7   | 1  |
| 1989 Warmond             | Finale          | 2e       | 5   | 1  |
| 1990 Sydney              | Finale          | 2e       | 4   | 1  |
| 1992 Vancouver           | Vainqueur       | 1er      | 6   | 0  |
| 1994 Guernesey           | Vainqueur       | 1er      | 5   | 0  |
| 1996Petaling Jaya        | Vainqueur       | 1er      | 6   | 0  |
| 1998 Stuttgart           | Vainqueur       | 1er      | 6   | 0  |
| 2000 Sheffield           | Finale          | 2e       | 6   | 1  |
| 2002 Odense              | Vainqueur       | 1er      | 6   | 0  |
| 2004 Amsterdam           | Vainqueur       | 1er      | 7   | 0  |
| 2006 Edmonton            | Phase de groupe | 10e      | 3   | 3  |
| 2008 Le Caire            | Quart de finale | 6e       | 4   | 3  |
| 2010 Palmerston North    | Vainqueur       | 1er      | 6   | 0  |
| 2012 Nîmes               | Demi-finale     | 4e       | 4   | 2  |
| 2014 Niagara-on-the-Lake | Quart de finale | 7e       | 4   | 3  |
| 2016 Paris               | Quart de finale | 8e       | 2   | 3  |
| Dalian 2018              | Poules          | 9e       | 4   | 2  |
| Total                    | 21/21           | 9 titres | 106 | 23 |